# Генрі Коул
Сер Ге́нрі Ко́ул (англ. Henry Cole; 15 липня 1808, Бат, Велика Британія — 15 квітня 1882, Лондон, Велика Британія) — британський громадський діяч, винахідник, дизайнер. Один з ініціаторів та організаторів проведення в Лондоні Всесвітньої виставки 1851 року та інших подібних заходів. Перший директор Музею Вікторії та Альберта. Вважається започатківцем традиції надсилання привітальних рідзвяних листівок.

## Життєпис
Генрі Коул народився в місті Бат 15 липня 1808 року в родині капітана Генрі Роберта Коула та його дружини Летиції Дормер.
1817 року почав навчатися в державній школі Christ`s Hospital. Після закінчення навчання в 1823 році влаштувався клерком в історика Френсіса Палгрейва. Пізніше займався транскрибуванням текстів давніх документів як член Записної комісії. Водночас навчався малюванню аквареллю в художника Девіда Кокса, деякі свої ескізи показував на виставках у Королівській академії мистецтв.
Разом із батьком проживав у будинку, власником якого був письменник Томас Лав Пікок. Коул малював для Пікока, допомагав у написанні статей про музичні вистави. Пікок представив Коула видатним діячам Джону Стюарту Міллу, Чарлзу Буллеру та Джорджу Ґроуту. Разом з ними Коул двічі на тиждень збирався в будинку Ґроута на Треднідл-стріт.
У 1837—1840 роках працював асистентом Роуленда Гілла, що займався реформуванням англійської пошти. Коул зіграв ключову роль у запровадженні поштової системи Penny Post та вважається одним з авторів дизайну першої поштової марки — чорного пенні.

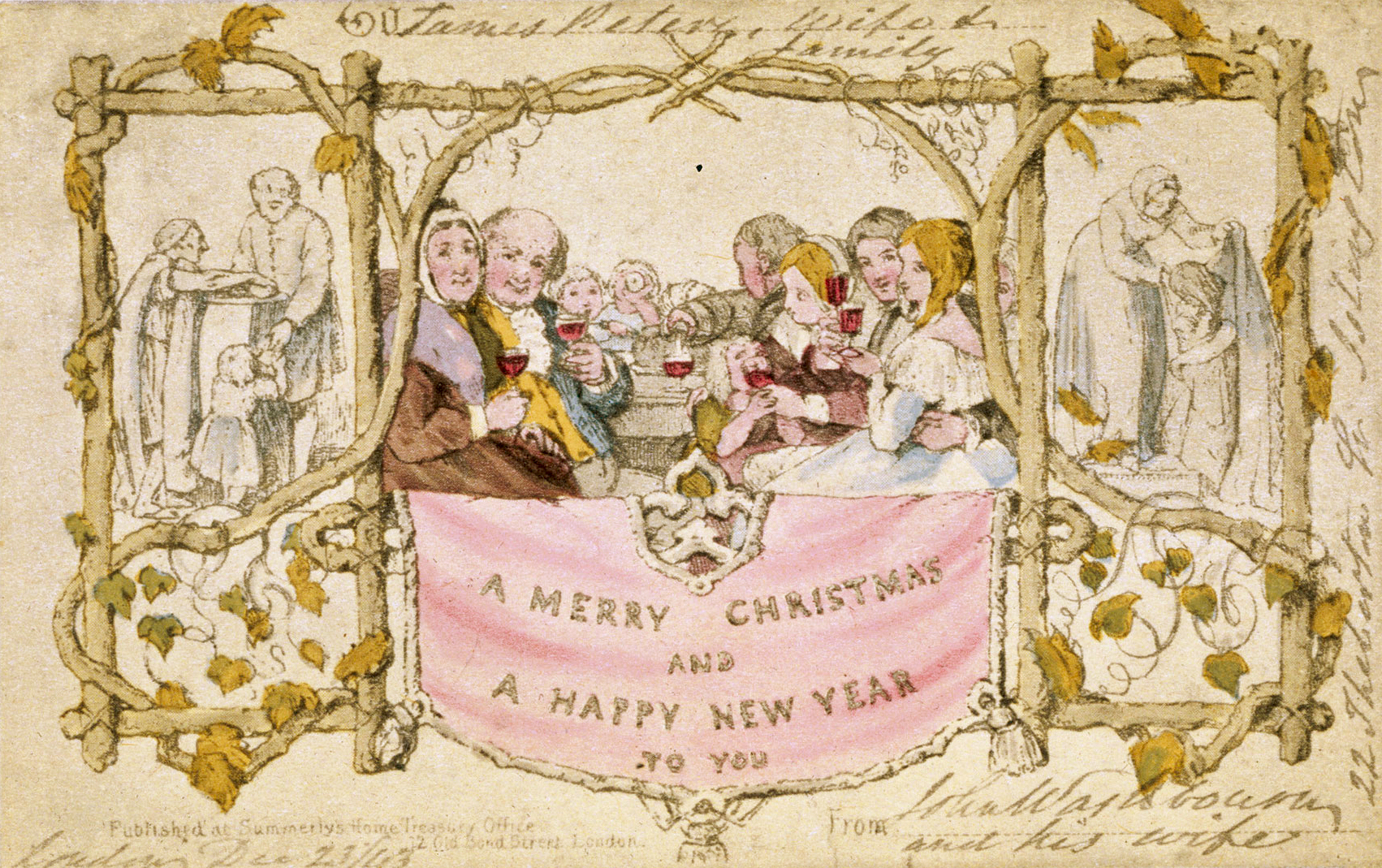
Різдвяна листівка, замовлена Генрі Коулом художнику

1843 року Коул замовив художнику Джону Каллкотту Горслі різдвяну листівку. Горслі створив тисячу таких листівок-літографій, а Коул надіслав їх своїм друзям як привітання з Рідзвом. Невикористані листівки Коул продав усім охочим. Таким чином, вважається, що Коул започаткував традицію розсилання різдвяних листівок.

## Всесвітня виставка 1851

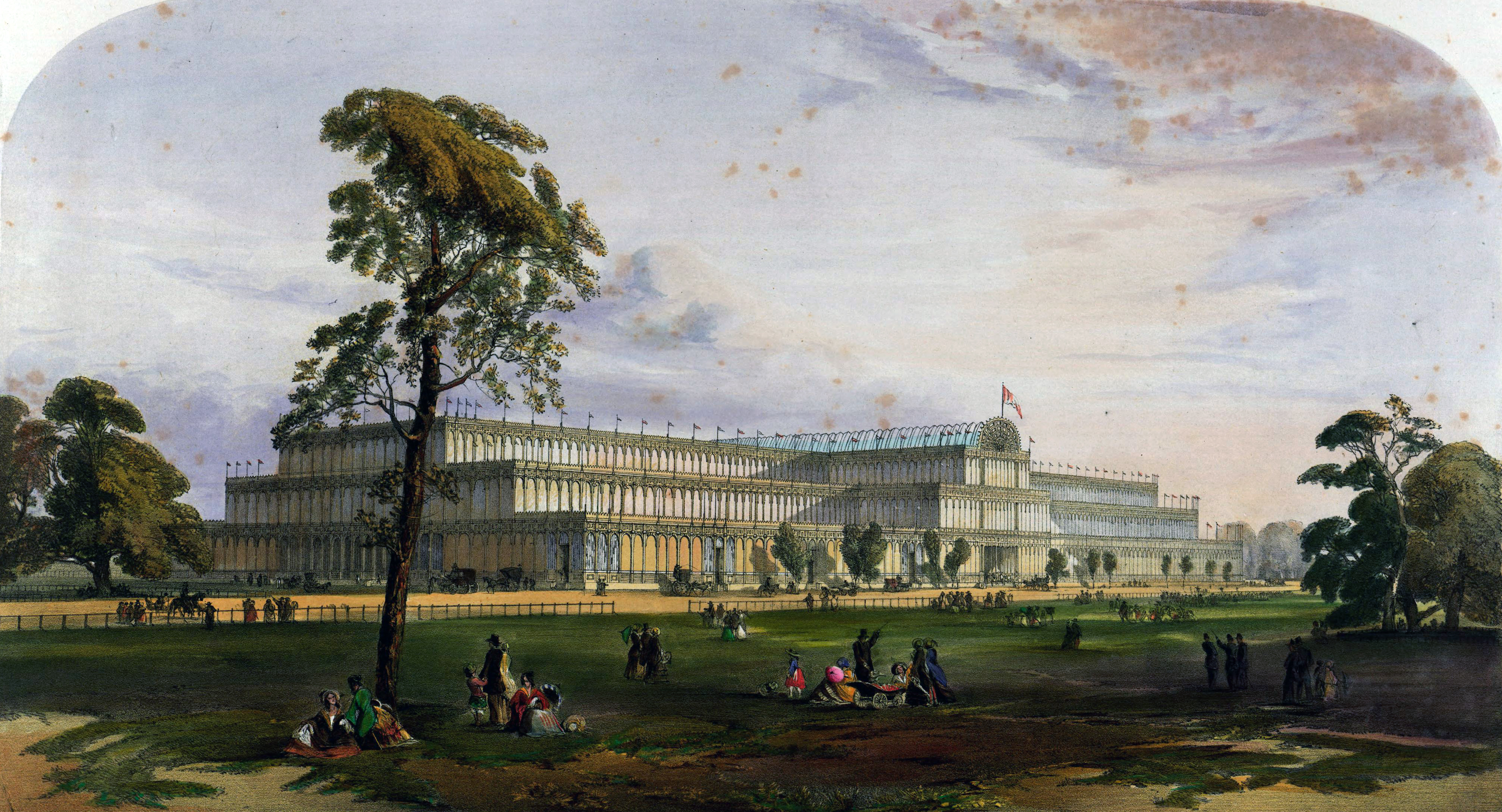
Кришталевий палац у лондонському Гайд-парку, де відбулася Всесвітня виставка 1851 року

У 1840-х роках Генрі Коул намагався привернути увагу суспільства до проблеми змін у світогляді внаслідок промислового перевороту. 1845 року він запропонував термін «промислове мистецтво», а з 1849 року видавав «Журнал дизайну» (англ. «Journal of Design»).
Як член Товариства заохочення мистецтв, виробництв та комерції Коул лобіював перед урядом свою кампанію з удосконалення стандартів промислового дизайну і здобув підтримку чоловіка королеви Вікторії — принца Альберта, за приязні взаємини з яким Коул дістав прізвисько Старий король. 1847 року товариство отримало королівську хартію. Того ж року під патронатом принца Альберта Коул організував Виставку художніх виробництв (англ. Exhibition of Art Manufactures). Виставка здобула успіх, тому в 1848 та 1849 роках її провели в розширеному форматі.
1849 року Коул відвідав 11-ту П'ятирічну виставку в Парижі. Після цього в нього з'явилася ідея провести всесвітню виставку, де експонувалися б досягнення промисловості, науки, культури тощо з усього світу. 1850 року створено Королівську комісію із Всесвітньої виставки, що мала під керівництвом принца Альберта організувати виставку в 1851 році.

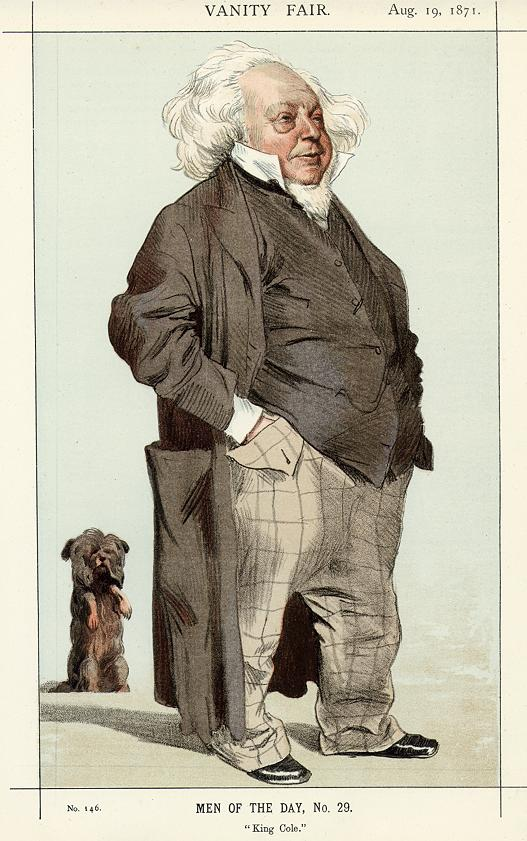
Генрі Коул. Карикатура Джеймса Тіссо в журналі «Vanity Fair», 19 серпня 1871

Велика виставка напрацювань індустрії усіх націй відбулася з 1 травня по 15 жовтня 1851 року в Кришталевому палаці в лондонському Гайд-парку. Виставка зібрала велику кількість відвідувачів та учасників і здобула значний фінансовий успіх.
Успіх виставки 1851 року призвів до того, що надалі Коул також організовував подібні події у Великій Британії, зокрема Щорічні міжнародні виставки 1871—1874 років. Крім того, як результат Всесвітньої виставки 1852 року в Мальборо-гауз створено Музей декоративно-ужиткового мистецтва. 1857 року музей переїхав до Південного Кенсінгтона й іменувався, відповідно, Південнокенсінгтонським, допоки 1899 року королева Вікторія не перейменувала його на Музей Вікторії та Альберта. Протягом 1857—1873 років Коул був директором музею.

## Псевдонім Фелікс Саммерлі
1847 року Коул заснував організацію Felix Summerly's Art-Manufactures, у рамках якої під псевдонімом Фелікс Саммерлі (англ. Felix Summerly) виготовляв та продавав низку побутових предметів. Коул замовляв відомим художникам та скульпторам дизайн таких товарів, після чого відповідні підприємства виготовляли їх. Зокрема, так з'явився заварний чайник, виготовлений компанією Mintons, що згодом здобув велику кількість нагород. Також під цим псевдонімом Коул публікував літературні твори для дітей.

## Нагороди
1871 року нагороджений Медаллю Альберта Королівського товариства мистецтв.
1875 року королева Вікторія посвятила Генрі Коула в лицарі й нагородила його Орденом Лазні.

## Родина
28 грудня 1833 року Коул одружився з Маріан Фермен (англ. Marian Fairman). У їхньому шлюбі народилося троє синів та п'ять дочок.